# Amata leimacis
Amata leimacis är en fjärilsart som beskrevs av Holland 1893. Amata leimacis ingår i släktet Amata och familjen björnspinnare. Inga underarter finns listade i Catalogue of Life.